# São João em Patmos (Mestre da Lourinhã)
São João em Patmos é uma pintura a óleo sobre madeira criada cerca de 1510 pelo pintor luso-flamengo da época do Renascimento que se designa por Mestre da Lourinhã (activo entre 1500-1540) e que se encontra actualmente no Museu da Santa Casa da Misericórdia da Lourinhã.
São João em Patmos, bem como outra obra que se considera do mesmo autor, São João Batista no Deserto, foram reveladas, em 1938, pelo historiador de arte Luís Reis-Santos que as observou na Santa Casa da Misericórdia da Lourinhã, tendo-se apercebido que se tratavam de obras estilisticamente distintas das produções de outros pintores identificadas até então. E por isso atribuiu ao seu autor o nome de Mestre da Lourinhã, ainda que as pinturas fossem provenientes do Mosteiro da Ordem de São Jerónimo na ilha Berlenga Grande.
A pintura mostra São João Evangelista a escrever um livro, sentado numa pedra e virado a três quartos, no cenário da ilha de Patmos, onde foi desterrado «por causa da palavra de Deus e do testemunho de Jesus» (Apocalipse 1:9). Após a morte da Virgem Maria, que o acompanhara até Éfeso, João pregou o Evangelho na Judeia, na Ásia Menor e em Roma. Quando da perseguição aos Cristãos, foi submergido num caldeirão de azeite a ferver, mas miraculosamente sobreviveu. Acusado de magia, foi exilado na ilha grega de Patmos onde escreveu o Apocalipse, tendo mais tarde regressado a Éfeso onde escreveu o Evangelho segundo João.
Para Pedro Dias e Vítor Serrão, São João em Patmos é uma das obras primas na pintura antiga portuguesa com o seu avantajado fundo marinho e a minúcia dos pormenores paisagísticos que têm a graça de um Patinir. Já Markl e Pereira salientam a belíssima nau fundeada ao largo que antecipa a nau de Paisagem com a Queda de Ícaro de Brueghel.

## Descrição e estilo
S. João em Patmos é de uma riqueza iconográfica notável que se verifica não apenas nas grandes cenas, como nos pequenos pormenores. O Evangelista encontra-se num estado de êxtase, em que o texto lhe é incutido pela memória, e a sua mão obedece. Uma águia de grande envergadura, símbolo tradicional do Santo de acordo com a visão de Ezequiel (Ezequiel 1:10), encontra-se de frente para o Evangelista e segura com o bico o tinteiro.
Aos pés do Santo destacam-se dois livros. Ambos estão fechados, sendo um de encadernação envelope de cor branca, símbolo da pureza, e com um fecho ao centro. Este livro, evoca a Antiga Lei, agora substituída pela palavra de Cristo, os Evangelhos, de encadernação de atilho, sendo a barra de cor verde com dois nervos, e a capa de couro. O livro que está a ser escrito, o Apocalipse, onde é revelado o caminho para a salvação, apresenta uma encadernação de pestana pintada a ouro, assim como as folhas, símbolo da luz mais pura, e elemento em que Deus vive. As folhas apresentam um texto com caracteres góticos, de cor negro e vermelho, sem qualquer iluminura ou inicial maiúscula.
Ao fundo, à esquerda, perto das muralhas de uma cidade com castelo, figura a cena do martírio de S. João, representada com detalhes realistas e precisos.
Para Vítor Serrão, São João Evangelista em Patmos com os seus largos planos de paisagens marítimas com as embarcações dos Descobrimentos, os montes e os rochedos e os retalhos da vida quotidiana, são característicos de um iluminador que desenha com minúcia, num estilo depurado, jogando com os efeitos dos azuis, dos verdes e das terras de Siena para dar volume e definir os detalhes.

## História
São João em Patmos, bem como São João Batista no Deserto, foram executadas cerca de 1510 por encomenda da rainha D. Maria, esposa de D. Manuel I, com destino ao Mosteiro da ordem dos Jerónimos da Berlenga, tendo acompanhado poucos decénios depois os frades, devido à insalubridade e às constates pilhagens de corsários, para o continente, para o Vale Benfeito, onde se estabeleceram com o aval e o apoio da rainha D. Catarina, esposa de D. João III.
É possível que a encomenda régia inicial tenha tido a intenção de evocar o príncipe D. João, aclamado como sucessor do trono em 1503, apesar do seu patrono ser São João Baptista. No entanto, durante a Idade Média e mesmo no Renascimento, era recorrente a associação entre São João Evangelista e São João Baptista, não só por terem o mesmo nome, como porque se acreditava que São João Evangelista teria morrido no dia de aniversário de São João Baptista.

## Autor
Ainda persiste a designação de Mestre da Lourinhã, apesar de ter sido colocada a hipótese de se tratar do pintor e iluminador régio Álvaro Pires, activo entre 1504 e 1539, hipótese aceite por Manuel Batoréo. Segundo Vítor Serrão, esta hipótese carece de fundamento, embora sejam inegáveis as similitudes técnicas e de estilo das pinturas atribuídas ao Mestre da Lourinhã e algumas das iluminuras da Leitura Nova, por exemplo o frontispício do manuscrito Estremadura assinado por Álvaro Pires e datado de 1527.
O Mestre da Lourinhã foi um pintor associado aos círculos cortesãos, possuidor de grande sensibilidade artística evidenciando uma formação flamenga, inspirada nos modelos de Bruges, mas que esteve atento às correntes vindas de Itália, traduzidas na ocupação espacial, na utilização da luz e na perspectiva linear e aérea. O corpus de obras que lhe são atribuídas, cerca de quarenta pinturas, datáveis entre cerca de 1510-1530, denotam uma técnica segura e uma grande coerência estilística o que comprova terem saído de uma única «oficina» que, tal como demonstrou Batoréo, revela a sua especificidade na finura da matéria cromática, na intensidade luminosa, no minúcia do desenho, na qualidade das paisagens povoadas por rochas, regatos e arvoredos, e também na forma de tratar as figuras humanas e as suas vestes. A sua obra, hoje devidamente estudada, dispersa-se por várias localidades de Portugal, tanto nas ilhas como no continente.:100